# 加色丁禮天主教阿馬迪耶暨扎胡教區
加色丁禮天主教阿馬迪耶暨扎胡教區（拉丁語：Eparchia Amadiensis Zachuensis）是伊拉克一個東儀天主教（加色丁禮）教區，屬巴格達總教區。是伊拉克四個加色丁禮教區之一。
教區於1785年與羅馬共融。1850年至1910年先後分出阿格拉和扎胡兩個教區，其中扎胡教區在2013年再與本教區合併。2013年有14,500教友、34個堂區、13名司鐸。現任教區主教為拉班·蓋斯。